# Martina Dlabajová
Martina Dlabajová (* 26. července 1976 Zlín) je česká politička a podnikatelka, v letech 2012 až 2014 předsedkyně Krajské Hospodářské komory Zlínského kraje. V letech 2014 až 2024 byla poslankyní Evropského parlamentu, kam byla dvakrát zvolena jako nestranička na kandidátce hnutí ANO 2011.

## Studium a profesní kariéra
V letech 1990 až 1994 vystudovala Gymnázium Zlín-Lesní čtvrť a následně v letech 1995 až 2000 politické vědy se specializací na Evropskou unii na univerzitě v Padově, kde získala titul dottore (Dott).
V době studií na italské univerzitě založila svou první firmu zabývající se mezinárodním poradenstvím a konzultacemi pro investory ve střední a východní Evropě a rovněž poradenstvím pro veřejnou správu (obce, města, kraje).[zdroj?] Svou podnikatelskou činnost rozšířila do Česka, na Slovensko nebo do Bulharska.[zdroj?] Kromě poradenství podnikala také v gastronomii.[zdroj?]
V letech 2004 až 2010 pracovala jako koordinátorka zastoupení Zlínského kraje a Olomouckého kraje v Bruselu. V roce 2012 spoluzaložila obecně prospěšnou společnost Zlínský zámek, kde zastávala pozici ředitelky a později předsedkyně její správní rady. Na konci roku 2012 byla zvolena předsedkyní Krajské Hospodářské komory Zlínského kraje.
V roce 2016 spoluzaložila Zlínský kreativní klastr a do roku 2024 byla předsedkyně jeho dozorčí rady.
Martina Dlabajová žije[kdy?] ve Zlíně.[zdroj?]
Mluví italsky, anglicky, španělsky, francouzsky, německy a rusky.[zdroj?]

## Politická kariéra
Ve volbách do Evropského parlamentu v roce 2014 kandidovala jakožto nestranička na 4. místě kandidátky hnutí ANO 2011 a byla s počtem 4 789 preferenčních hlasů (tzn. 1,95 %) zvolena. Svůj mandát obhájila o pět let později, kdy ve volbách do Evropského parlamentu v květnu 2019 kandidovala opět jakožto nestranička na 2. místě kandidátky hnutí ANO 2011 a získala 31 401 preferenčních hlasů.
V Evropském parlamentu byla součástí liberální frakce Renew Europe (v letech 2014-2019 Aliance liberálů a demokratů pro Evropu).[zdroj?]
V červnu 2023 v rozhovoru pro Deník uvedla, že ve volbách do Evropského parlamentu v roce 2024 již za hnutí ANO kandidovat nebude a neucházela se ani o nominace krajů. Své rozhodnutí vysvětlila tím, že v Evropském parlamentu zastávala liberální a proevropskou politiku a z tohoto směřování nechce ustupovat. Za jeden z důvodů označila rýsující se spojenectví hnutí ANO a SPD na české politické scéně.
V dubnu 2024 obdržela nabídku kandidovat ve volbách v Itálii za liberální volební koalici Stati Uniti d'Europa sdružující strany Italia Viva, Více Evropy, Italská socialistická strana, Evropští liberální demokraté a Italští radikálové. Nabídku nepřijala. Kdyby nabídku přijala, byla by první Češkou, co do Evropského parlamentu kandidovala za jinou zemi než Česká republika. Nakonec ve volbách do Evropského parlamentu v červnu 2024 již nekandidovala vůbec, v polovině července 2024 jí tak vypršel mandát europoslankyně.
Při výběrovém řízení Evropské komise na post speciálního zmocněnce pro malé a střední podniky byla Dlabajová vybrána jako nejlepší kandidát. Přesto byl vybrán až třetí nejlepší kandidát Markus Pieper, který byl spolustraníkem předsedkyně EK von der Leyenové.

### Působení v Evropském parlamentu
V Evropském parlamentu se Martina Dlabajová zaměřovala především na podporu malých a středních podniků, kreativních průmyslů, podporu vědy, výzkumu a inovací, mladé lidi, jejich motivaci a talent, zaměstnanost a důraz na dovednosti pro budoucnost a efektivitu rozpočtu EU a jeho přidané hodnoty.[zdroj?]
Všechny tyto priority se promítly do její práce v parlamentních výborech. Přes dvě volební období působila jako místopředsedkyně Výboru pro rozpočtovou kontrolu (CONT). Jako první český europoslanec v historii byla jmenována zpravodajkou zprávy o hospodaření Evropské komise za rok 2014, v rámci které prosadila nový pohled na evropské hospodaření s důrazem na transparentnost, objektivitu, poučení z chyb a také inspiraci nejlepšími přístupy.[zdroj?]
V prvním mandátu (2014–2019) působila také ve Výboru pro zaměstnanost a sociální věci (EMPL) a jako náhradnice ve výboru pro dopravu a cestovní ruch (TRAN). Stála například u zrodu iniciativy „Matching Skills & Jobs“, na kterou navázala Evropská komise strategickým plánem Nové agendy dovedností, dále u projektu podpory přeshraničního učňovského vzdělávání a prosadila výrazné navýšení rozpočtu výměnného programu pro studenty Erasmus. Velkou měrou se také zasadila o podobu nových pravidel mezinárodní silniční dopravy v EU v rámci tzv. Silničního balíčku a nastavení speciální úpravy pro přeshraniční dopravu. Za svůj přínos v oblasti zaměstnanosti a sociálních věcí v Evropském parlamentu byla v březnu 2015 oceněna a jako první český politik v historii získala cenu MEP Award.[zdroj?]
Ve druhém mandátu (2020–2024) kromě Výboru pro rozpočtovou kontrolu (CONT) působila jako koordinátorka politické frakce Renew Europe ve Výboru pro průmysl, výzkum a energetiku (ITRE) a podílela se na práci ve Výboru pro rozpočet (BUDG). Za svůj přínos v oblasti jednotného digitálního trhu získala v r. 2020 ocenění MEP Award podruhé. Když Evropský parlament schválil koncem roku 2022 plán digitalizace Evropy do roku 2030 – politický program Cesta k digitální dekádě 2030 – bylo to z velké míry zásluhou Martiny Dlabajové, která na podobě strategie pracovala za celý Evropský parlament.
Martina Dlabajová byla v roce 2014 také iniciátorkou vzniku parlamentní meziskupiny pro kreativní průmysly a stala se její místopředsedkyní. Za velký úspěch si může připsat zásluhu na vzniku nové rozpočtové podkapitoly v největším programu pro vědu a výzkum Horizon Europe, díky které na prostředky z programu dosáhnou právě i kreativní průmysly.[zdroj?]
Dále spoluzaložila a vedla parlamentní skupinu pro malé a střední podniky. Stala se tváří politické frakce Renew Europe v tažení za lepší postavení malých a středních podniků. Pro malé a střední podniky nabízející inovativní řešení vyzískala například možnost čerpat finanční prostředky z programu Horizon Europe.[zdroj?]

## Vlastní projekty a iniciativy

#### Stáže pro mladé lidiPročByNe?
V návaznosti na svou práci ve Výboru pro zaměstnanost a sociální věci v Evropském parlamentu založila roku 2015 v České republice projekt motivačních stáží nazvaný „PročByNe?“. Pod názvem PročByNe? se ukrývá zkratka pro Propojení českého byznysu proti nezaměstnanosti, což je i hlavním cílem tohoto projektu. Celý projekt organizuje Martina Dlabajová a v Evropském parlamentu byl podporován frakcí Renew Europe (dříve Aliancí liberálů a demokratů pro Evropu (ALDE)). Cílem motivačních stáží je umožnit mladým lidem získat jedinečnou pracovní zkušenost už během studia na místech, která jsou výjimečná a exkluzivní, a tím zvýšit jejich šance na úspěšnou kariéru.[zdroj?]
Od roku 2015 projektem prošla stovka mladých lidí ve věku od 18 do 25 let, kteří si splnili svůj profesní sen. Stínovali například ministry české vlády (Robert Pelikán, Dan Ťok, Richard Brabec, Karla Šlechtová) a další politiky, hejtmany (Jan Grolich, Radim Holiš), učili se u mistrů řemesla (kadeřník hvězd Martin Tyl, sochař, designér a mistr sklář Rony Plesl, michelinský šéfkuchař Roman Paulus v hotelu Alcron, umělecký štukatér Oliver Braun), vytvořili stínovou redakci časopisu Elle, navrhli vlastní spiralizér k robotu (společnost ETA a.s.), nahlédli do fungování velkých společností (Google, Nestlé, Microsoft). Postupně se projekt rozšířil také za hranice ČR i Evropy, zapojil se například Evropský účetní dvůr, italský vinař Dario Guerra, český velvyslanec při EU Jaroslav Zajíček, česká velvyslankyně v Ghaně Margita Fuchsová, předsedové Evropského parlamentu (Antonio Tajani a Roberta Metsola) nebo místopředsedkyně Evropské komise Věra Jourová a šéf jejího kabinetu Daniel Braun.[zdroj?]
Podcast JDE TO!
V souladu s jejími prioritami zaměřujícími se na podporu mladých lidí, talentu a motivace, ale také kulturních a kreativních odvětví, založila Martina Dlabajová v době pandemie Covid-19 inspirativní projekt JDE TO!. Jeho cílem je dodávat mladým lidem sílu a vůli něčeho dosáhnout, motivovat je ke kreativitě a tvořivosti, a to i přes občasné nezdary nebo životní přešlapy.[zdroj?]
Martina Dlabajová si v rámci tohoto projektu zve k rozhovorům známé i méně známe tváře českých kreativních průmyslů. Na jejich příbězích ukazuje, že život není jen o úspěších, ale také o krizích a propadech na dna, kterými se nesmíme nechat zlomit. Od roku 2021 se do projektu zapojilo již více než 50 českých osobností z nejrůznějších oblastí – od architektury a designu přes hudbu a fotografii až po sport či filmový průmysl. Mezi hosty se objevili např. zpěváci Radka Fišarová, Renata Drössler a Jakub Smolík, hudební skupina 05 a Radeček, herci Jitka Schneiderová, Eliška Křenková a Zdeněk Piškula, designérky Anna Marešová a Lucie Koldová, architekt Patrik Kotas, architektka a designérka Barbora Škorpilová, šperkařka Anežka Juhová, malíř Patrk Hábl, ilustrátorka Kateřina Miler, oděvní návrhářky Josefina Bakošová a Lucie Kutálková, sochařka Veronika Psotková, sklářský výtvarník Rony Plesl, marketingová manažerka Pavlína Louženská, herec a tanečník Vlastimil Harapes, spisovatel Josef Formánek, dokumentaristka a režisérka Olga Malířová Špátová, cestovatel a dobrodruh Rudolf Švaříček, výkonná ředitelka Zlín Film Festivalu Jarmila Záhorová, filmoví producenti Ondřej Zima, Vratislav Šlajer, Pavel Berčík a Karla Stojáková, ředitelka Státního fondu kinematografie, fotografové Jan Šibík, Jana Jabůrková a Jiří Turek (J3T) a Martin Faltejsek či filozof Václav Bělohradský.[zdroj?]

#### Vydání knihMalý princv českých a moravských nářečích
Je vášnivou čtenářkou, vlastní také jednu z největších sbírek různých jazykových vydání knihy Malý princ na světě, která v současnosti čítá přes 350 knih. Lze v ní najít mj. vydání Malého prince v Braillově písmu či francouzské vydání z roku 1943.[zdroj?]
Kromě sběratelské vášně iniciovala již čtyři převyprávění této kultovní knihy do českých moravských nářečí. Po vydání v hantecu (Malé principál), valaštině (Malučký princ) a podkrkonošském nářečí (Malej princ) vzniklo v roce 2024 nejnovější knižní vydání ve slováckém nářečí s názvem Malušenký princ. Díla vychází ve spolupráci s Nakladatelstvím JOTA.[zdroj?]

## Zajímavosti
- Během studií v Itálii založila Český kulturní kroužek v Udine a sedm let byla jeho předsedkyní.
- Byla aktivní členkou Rotary Clubu Zlín[19], v letech 2013–2014 byla jeho prezidentkou.
- V letech 2016 až 2020 byla první místopředsedkyní Evropského liberálního fóra.
- Od roku 2015 je patronkou Českého hnutí speciálních olympiád.[20]
- V roce 2020 se stala kmotrou kreativního HUBU KUMST v centru Brna.
- Podpořila vydání knihy projevů Tomáše Bati v angličtině a pokřtila ji v Bruselu.
- Dlouhodobě podporuje Cyrilometodějskou poutní stezku jakožto příležitost k využití kulturního a historického bohatství Moravy s myšlenkou inspirovat a více podporovat evropské hodnoty. V roce 2015 zorganizovala v Evropském parlamentu ve Štrasburku první výstavu Evropská kulturní stezka sv. Cyrila a Metoděje. Další výstavu Cyrilometodějské stezky uspořádala ve Štrasburku v roce 2022. V roce 2024 vedla prezentaci české delegace k Cyrilometodějské stezce v římském Velehradě - Českém náboženském centru a poutním domě Velehrad ve Vatikánu.
- Dlouhodobě podporuje design a umění. Koordinovala výstavu italského sochaře a výtvarníka Giorgia Celibertiho Celiberti: Esence míru/Spirito di pace, která proběhla v roce 2024 v Praze a Terezíně.
- Podílela se na organizaci výstavy italského umělce Giordana Floreancige Barva, hmota, šílenství, která proběhne na podzim r. 2024 v Galerii Kaple ve Valašském Meziříčí.

## Ocenění
- 2015 - MEP Award pro nejlepší poslance Evropského parlamentu – europoslanecký „Oscar“, kterého Martina Dlabajová získala jako vůbec první politik z ČR, a to za práci ve výboru pro zaměstnanost a sociální věci.
- 2018 - nominace na cenu MEP Award.
- 2018 – umístění v TOP 50 nejvlivnějších Čechů, kteří pracují v institucích EU (žebříček sestavil server Info.cz).
- 2019 - Merkurova medaile za dlouhodobou podporu podnikatelského prostředí a rozvoj Hospodářské komory ČR.
- 2019 - Zlatý odznak Italsko-české obchodní a průmyslové komory (CAMIC) za přínos k rozvoji ekonomických a podnikatelských vztahů mezi ČR a Itálií.